# Sabicea dinklagei
Sabicea dinklagei är en måreväxtart som beskrevs av Karl Moritz Schumann. Sabicea dinklagei ingår i släktet Sabicea och familjen måreväxter. Inga underarter finns listade i Catalogue of Life.